# 시크릿 어벤저스
시크릿 어벤저스는 미국 만화책으로 마블 코믹스에서 출판되었던 슈퍼히어로들의 가공된 흑색작전을 다루고 있다. 에드 브루베이커가 작가 임무를 맡아 마블의 주요 슈퍼히어로 팀인 어벤저스의 흑색작전 줄거리에 대해 묘사하였다. 이들은 스티브 로저스 대위의 지도와 안내에 따라 작전을 펼핀다. 이 연재물은 어벤저스의 일부로 영웅의 시대 줄거리에 속한다.

## 출판사
작가 에드 브루베이커와 화가 마이크 데오다투가 시크릿 어벤저스라는 이름 하에 독자적인 팀을 창설했다. 2010년 2월에 출판될 신작을 위해 티저 이미지들이 마블에 의해 공개되었다. 2달 동안, 팀의 구성원들이 차근차근 공개되었다. 2010년 5월 연재물은 시작되었다.
첫 호는 스티브 로저스 대위의 주도 하에 노바, 비스트, 발키리, 샤론 카터, 문 나이트, 샤론 카터, 블랙 위도우, 앤트맨으로 구성되어 있었다. 새로운 제목의 어조에 대해 브루베이커는 다음과 같이 말했다.
| “ | 시크릿 어벤저스는 많은 스파이 활동 줄거리를 가지게 될 것이며 짐 스테라느코의 영향과 잭 커비의 기술을 보유하지만, 저는 이것이 연속극이 될 것이라고 예상하지는 않습니다. 저는 이것이 어떤 어벤저스와도 다르다는 것을 느끼기를 희망합니다. | ” |